# Cend-Ajuuszijn Narandżargal
Cend-Ajuuszijn Narandżargal (mong. Цэнд-Аюушийн Наранжаргал; ur. 27 stycznia 1992) – mongolska judoczka i zawodniczka MMA. Olimpijka z Rio de Janeiro 2016, gdzie zajęła siedemnaste miejsce wadze średniej.
Uczestniczka mistrzostw świata w 2010, 2013, 2014, 2017 i 2018, a także zdobyła brązowy medal w drużynie. Startowała w Pucharze Świata w latach 2009–2012, 2015 i 2016. Brązowa medalistka igrzysk azjatyckich w 2010, 2014 i 2018. Zdobyła pięć medali na mistrzostwach Azji w latach 2011 - 2015.

## Letnie Igrzyska Olimpijskie 2016
| Konkurencja | Eliminacje          | Klas. końcowa |
| Konkurencja | Przeciwnik I        | Miejsce       |
| ----------- | ------------------- | ------------- |
| 70 kg       | Esther Stam (GEO) P | 17.           |